# Crispian
Crispian ist die mittelalterliche Form des römischen Cognomens Crispin „der Kraushaarige“, wie z. B. analog Barbarossa – der Rotbärtige. Heute wird er selten als männlicher Vorname verwendet, mitunter auch in der Form Crispiano.
Crispian ist auch der Name des Heiligen Crispian, dessen Gedenktag der 25. Oktober ist.

## Bekannte Namensträger

### Vorname
- José Crispiano Clavijo Méndez (* 1951), kolumbianischer Bischof
- Crispian Mills (* 1973), englischer Sänger und Musiker
- Crispian Steele-Perkins (* 1944), englischer Trompeter

### Künstlername
- Crispian St. Peters (1939–2010), englischer Popsänger